# Episodi di King of Kensington (seconda stagione)
La seconda stagione della serie televisiva King of Kensington è stata trasmessa in anteprima in Canada dalla CBC Television tra il 21 settembre 1976 e il 22 marzo 1977.
| nº | Titolo originale        | Titolo italiano | Prima TV Canada   | Prima TV Italia |
| -- | ----------------------- | --------------- | ----------------- | --------------- |
| 1  | Fertility for Two       |                 | 21 settembre 1976 |                 |
| 2  | The Partners            |                 | 28 ottobre 1976   |                 |
| 3  | The Checkup             |                 | 5 ottobre 1976    |                 |
| 4  | The Dancer              |                 | 12 ottobre 1976   |                 |
| 5  | Delma's Fur             |                 | 26 ottobre 1976   |                 |
| 6  | The Reunion             |                 | 9 novembre 1976   |                 |
| 7  | Gestalt of Kensington   |                 | 16 novembre 1976  |                 |
| 8  | Welcome to Canada       |                 | 23 novembre 1976  |                 |
| 9  | The Friend              |                 | 30 novembre 1976  |                 |
| 10 | Duke's New Job          |                 | 7 dicembre 1976   |                 |
| 11 | Prisoner of Kensington  |                 | 14 dicembre 1976  |                 |
| 12 | The Holiday             |                 | 28 dicembre 1976  |                 |
| 13 | The End of the World    |                 | 4 gennaio 1977    |                 |
| 14 | The Lottery             |                 | 11 gennaio 1977   |                 |
| 15 | Gladys' Teddy Bear      |                 | 18 gennaio 1977   |                 |
| 16 | Bunny of Kensington     |                 | 25 gennaio 1977   |                 |
| 17 | Mary Theresa Is Missing |                 | 1º febbraio 1977  |                 |
| 18 | Cathy's Parents         |                 | 8 febbraio 1977   |                 |
| 19 | The Central Tech Tiger  |                 | 15 febbraio 1977  |                 |
| 20 | The Crush               |                 | 22 febbraio 1977  |                 |
| 21 | Tiny's Job              |                 | 1º marzo 1977     |                 |
| 22 | Gladys' Problem         |                 | 8 marzo 1977      |                 |
| 23 | The Quiz Show           |                 | 15 marzo 1977     |                 |
| 24 | The Big Shot            |                 | 22 marzo 1977     |                 |